# Водне поло на літніх Олімпійських іграх 2016
Змагання з водного поло на літніх Олімпійських іграх 2016 року, що пройшов у Водному центрі імені Марії Ленк у Ріо-де-Жанейро з 6 серпня по 20 серпня. У змаганнях брали участь чоловічі та жіночі національні збірні. Були розіграні 2 комплекти нагород.

## Кваліфікація

### Чоловіки
За правилами Міжнародної федерації плавання до змагання на літніх Олімпійських іграх 2016 року між національними чоловічими збірними з водного поло допускається 12 команд.
| Турнір                                     | Дата                     | Місце      | Кількість | Збірна     |
| ------------------------------------------ | ------------------------ | ---------- | --------- | ---------- |
| Приймаюча країна                           | 2 жовтня 2009            | Копенгаген | 1         | Бразилія   |
| Кубок світу ФІНА 2015                      | 23–28 червня 2015        | Бергамо    | 1         | Сербія     |
| Панамериканські ігри 2015                  | 7–15 липня 2015          | Торонто    | 1         | США        |
| Чемпіонат світу з водних видів спорту 2015 | 27 липня – 8 серпня 2015 | Казань     | 2         | Хорватія   |
| Чемпіонат світу з водних видів спорту 2015 | 27 липня – 8 серпня 2015 | Казань     | 2         | Греція     |
| Океанія                                    | 19 жовтня 2015           | Перт       | 1         | Австралія  |
| Чемпіонат Азії 2015                        | 16–20 грудня 2015        | Фошань     | 1         | Японія     |
| Чемпіонат Європи 2016                      | 10–23 січня 2016         | Белград    | 1         | Чорногорія |
| Олімпійський кваліфікаційний турнір 2016   | 3–10 квітня 2016         | Трієст     | 4         | Угорщина   |
| Олімпійський кваліфікаційний турнір 2016   | 3–10 квітня 2016         | Трієст     | 4         | Італія     |
| Олімпійський кваліфікаційний турнір 2016   | 3–10 квітня 2016         | Трієст     | 4         | Іспанія    |
| Олімпійський кваліфікаційний турнір 2016   | 3–10 квітня 2016         | Трієст     | 4         | Франція    |
| Всього                                     |                          |            | 12        |            |

### Жінки
За правилами Міжнародної федерації плавання у змагання на літніх Олімпійських іграх 2016 року між національними жіночими збірними з водного поло допускається 8 команд.
| Турнір                                   | Дата               | Місце      | Кількість | Збірна    |
| ---------------------------------------- | ------------------ | ---------- | --------- | --------- |
| Приймаюча країна                         | 2 жовтня 2009      | Копенгаген | 1         | Бразилія  |
| Океанія                                  | 19 жовтня 2015     | Перт       | 1         | Австралія |
| Чемпіонат Азії 2015                      | 16–17 грудня 2015  | Фошань     | 1         | КНР       |
| Чемпіонат Європи 2016                    | 10–22 січня 2016   | Белград    | 1         | Угорщина  |
| Олімпійський кваліфікаційний турнір 2016 | 21–28 березня 2016 | Гауда      | 4         | США       |
| Олімпійський кваліфікаційний турнір 2016 | 21–28 березня 2016 | Гауда      | 4         | Італія    |
| Олімпійський кваліфікаційний турнір 2016 | 21–28 березня 2016 | Гауда      | 4         | Росія     |
| Олімпійський кваліфікаційний турнір 2016 | 21–28 березня 2016 | Гауда      | 4         | Іспанія   |
| Всього                                   |                    |            | 8         |           |

## Жеребкування
За підсумками жеребкування учасники змагань були поділені на дві групи.

### Чоловіки
Детальніше: Водне поло на літніх Олімпійських іграх 2016 — чоловічий турнір
| - Сербія - Греція - Бразилія - Австралія - Японія - Угорщина | - США - Іспанія - Франція - Чорногорія - Італія - Хорватія |

### Жінки
Детальніше: Водне поло на літніх Олімпійських іграх 2016 — жіночий турнір
| - Італія - Росія - Австралія - Бразилія | - Іспанія - КНР - Угорщина - США |

## Медальний залік
| Місце  | Країна   | Золото | Срібло | Бронза | Загалом |
| ------ | -------- | ------ | ------ | ------ | ------- |
| 1      | Сербія   | 1      | 0      | 0      | 1       |
| 2      | США      | 1      | 0      | 0      | 1       |
| 3      | Італія   | 0      | 1      | 1      | 2       |
| 4      | Хорватія | 0      | 1      | 0      | 1       |
| 5      | Росія    | 0      | 0      | 1      | 1       |
| Всього | Всього   | 2      | 2      | 2      | 6       |

## Чемпіони та призери
| Дисципліна          | Золото | Срібло | Бронза |
| ------------------- | --- | --- | --- |
| Чоловіки докладніше | Сербія (SRB) Гойко Пієтлович Душан Мандич Живко Гоцич Сава Ранджелович Мілош Чук Душко Пієтлович Слободан Нікич Мілан Алексич Нікола Якшич Філіп Філіпович Андрія Прлайнович Стефан Мітрович Бранислав Митрович | Хорватія (CRO) Йосип Павич Дамір Бурич Антоніо Петкович Лука Лончар Маро Йокович Лука Букич Марко Мацан Андро Бушлє Сандро Сукно Іван Крапич Анджело Шетка Хав'єр Гарсія Марко Біяч                                   | Італія (ITA) Стефано Темпесті Франческо Ді Фульвіо Нікколо Джітто П'єтро Фільйолі Алессандро Велотто Мікаель Бодегас Андреа Фонделлі Валентіно Галло Крістіан Прешутті Ніколас Прешутті Маттео Айкарді Алессандро Нора Марко Дель Лунго |
| Жінки докладніше    | США (USA) Саманта Гілл Медді Масселмен Мелісса Сейдеманн Рейчел Феттел Арія Фішер Меггі Стеффенс Кортні Метьюсон Кайлі Ньюшул Керолайн Кларк Кейлі Гілкріст Макензі Фішер Кемерін Крейґ Ешлі Джонсон            | Італія (ITA) Джулія Горлеро К'яра Табані Аріанна Гаріботті Еліза Квіроло Федеріка Радіччі Розарія Аєлло Таня Ді Маріо Роберта Б'янконі Джулія Еммоло Франческа Помері Александра Котті Тереза Фрассінетті Лаура Теані | Росія (RUS) Ганна Устюхіна Марія Борисова Катерина Прокоф'єва Елвіна Карімова Надія Федотова Ольга Бєлова Катерина Лісунова Анастасія Симанович Ганна Тимофєєва Євгенія Соболєва Євгенія Іванова Ганна Гриньова Ганна Карнаух           |